# Девід Алан Гілл
Де́від А́лан Гілл (англ. David Alan Gill; нар. 5 серпня 1957, Редінг) — британський футбольний функціонер, виконавчий директор «Манчестер Юнайтед» (2003—2013) і віце-президент Футбольної асоціації Англії. Був віце-головою управлінського комітету «G-14» до саморозпуску організації у 2008 році.

## Кар'єра
Уродженець Редінга, Гілл отримав диплом бухгалтера-експерта Бірмінгемському Університеті і влаштувався на роботу в «Price Waterhouse» у 1981 році. Пропрацювавши два роки в Сан-Франциско, він покинув компанію 1986 року і перейшов в «BOC Group», департамент корпоративних фінансів. У 1990 році Гілл перейшов в компанію «Avis Rent a Car System», в якій здійснив операцію з продажу європейського лізингового бізнесу компанії «GE Capital» за $1 млрд у серпні 1992 року. Згодом працював фінансовим директором компанії «Proudfoot PLC», всесвітньої компанії з управлінського консалтингу, після цього працював на Лондонській фондовій біржі, а також в «First Choice Holidays», третьому за розміром британському туроператорі.

### Манчестер Юнайтед
1997 року Гілл перейшов в «Манчестер Юнайтед» на посаду фінансового директора. У серпні 2000 року він був підвищений до посади заступника виконавчого директора клубу, зберігаючи при цьому за собою посаду фінансового директора. У липні 2001 року фінансовим директором «Манчестер Юнайтед» був призначений Нік Гамбо, тому Гілл знову був підвищений до посади керуючого директора, що дозволило йому сконцентруватися на управлінні повсякденними бізнес-операціями (взаємодія зі спонсорами, маркетинг, розвиток бізнесу, фінансові послуги, встановлення цін на квитки і абонементи, управління власністю та ін.).
У вересні 2003 року, після відходу з клубу колишнього виконавчого директора Пітера Кеньона в «Челсі», Гілл був призначений виконавчим директором «Манчестер Юнайтед».
Гілл також був віце-головою управлінського комітету нині неіснуючої «G-14», організації провідних європейських футбольних клубів.
20 лютого 2013 року Девід Гілл повідомив, що по закінченню сезону Англійської Прем'єр-ліги 30 червня 2013 року покине посаду виконавчого директора клубу «Манчестер Юнайтед».

### Футбольна асоціація
2 червня 2006 рік року Гілл був обраний до ради директорів Футбольної асоціації, замінивши на цьому посту Девіда Діна з «Арсеналу».
Після вступу на посаду Гілл заявив, що він радий можливості працювати з іншими членами ради директорів ФА. Одним з перших розглядів, у яких Гілл взяв участь на новій посаді, став конфлікт «Манчестер Юнайтед» і керівництва збірної Англії з приводу травми стопи Вейна Руні і його можливої участі на чемпіонаті світу 2006 року.

### ФІФА
1 червня 2015 року в знак протесту проти вибору Блаттера на новий термін відмовився зайняти запропоноване йому місце у виконкомі ФІФА.

## Особисте життя
У Гілла троє дітей: сини — Адам і Олівер і дочка Марія. Олівер у липні 2009 року підписав професійний контракт з клубом «Манчестер Юнайтед», проте до основного складу не пробився.